# 이존오
이존오(李存吾, 1341년~1371년 음력 5월 23일)는 고려 말기의 문신, 성리학자이다. 본관은 경주(慶州), 자는 순경(順卿), 호는 석탄(石灘), 고산(孤山)이다.

## 생애
어려서 부모를 잃고 학문에 힘썼으며 강개하여 지조와 절개가 있었다. 나이 10여 세에 12도(徒)에 들어갔는데, '강물이 넘친다'(江漲)는 제목으로 「큰 들판은 모두 물에 잠겼지만, 높은 산은 홀로 잠기지 않았네」(大野皆爲沒 高山獨不降)라고 하니 식자들이 기특하게 여겼다고 한다. 공민왕 9년(1360년) 문과에 급제, 수원부서기(水原府書記)가 되었다가, 사관(史官)에 발탁되었다. 여러 번 승진하여 감찰규정(監察糾正)이 되었고, 공민왕 15년(1366년) 우정언이 되었다.
신돈이 집권하였을 때 공민왕에게 신돈의 무례함을 논하는 내용의 상소를 작성해 원고를 소매에 넣고 성(省)에 가서 동료들에게 보이면서 "요물이 나라를 그르치니 제거하지 않을 수 없다."라고 하였으나 여러 낭관(郞官)들이 두렵고 위축되어 감히 응하는 자가 없었고, 이존오의 친척이었던 좌사의대부(左司議大夫) 정추(鄭樞)만이 이존오의 권고에 따랐다고 한다.
《고려사》에 따르면 대언(代言) 권중화(權仲和)가 상소를 반도 채 읽기 전에 공민왕은 크게 노하여 상소를 태워버리라고 명하고 정추와 이존오를 불러 면전에서 꾸짖었다. 왕이 더욱 노하여 순군옥(巡軍獄)에 가두고 찬성사(贊成事) 이춘부(李春富), 밀직부사(密直副使) 김란(金蘭), 첨서밀직(簽書密直) 이색(李穡), 동지밀직(同知密直) 김달상(金達祥)에게 명령하여 그를 국문하게 하였다. 국문장에서 이춘부 등이 이존오에게 "너는 젖내 나는 어린아이로 어찌 스스로 알 수 있었겠느냐? 반드시 늙은 여우같이 몰래 사주한 사람이 있을 것이다. 숨길 것 없다"며 배후를 추궁하자, "국가에서 어린아이도 '아는 것이 없다'고 하지 않고 언관(言官)에 두었으니 감히 간언하지 않고 국가를 저버릴 수 있겠습니까?"라고 대답하였다고 한다. 당시 이존오의 나이는 25살이었다. 신돈의 당여들이 반드시 그를 죽이려고 하였으나 이색이 이춘부에게 "두 사람이 망령되이 말하였으니 벌을 주어야 마땅합니다만 그러나 우리 태조 이래로 500년 사이에 일찍이 한 명의 간관(諫官)도 죽이지 않았는데, 지금 영공(令公)으로 인하여 간관을 죽인다면 나쁜 소문이 멀리 퍼질까 두렵습니다. 또 하찮은 선비의 말이 대인(大人)에게 무슨 손해가 되겠습니까? 영공에게 아뢰어 죽이지 말도록 하는 것보다 못합니다."라고 달래어, 이존오는 사형을 면하고 장사감무(長沙監務)로 좌천되었다. 《고려사》는 이때부터 재상(宰相)과 대간(臺諫)이 모두 신돈에 아부하여 언로(言路)가 끊어졌다고 평하고 있다.
그는 고향으로 낙향하여 공주 석탄(石灘)에서 은둔생활을 하다가 공민왕 20년(1371년)에 세상을 떠났다. 향년 31세였다. 이존오는 병이 심해지자 측근에게 부축하여 자신을 일으켜 세우게 하고 "신돈이 아직도 강성한가?"라고 물어서 옆에 있던 사람이 그렇다고 말하자 다시 자리에 누우며 "신돈이 죽어야 내가 죽겠다"고 하여 신돈에 대한 적개심을 드러냈다고 한다. 이존오가 죽고 3개월 뒤에 신돈은 수원에서 처형되었고, 공민왕은 이존오를 성균대사성(成均大司成)으로 추증하고 또한 이존오의 당시 열 살 된 아들 이래(李來, 어렸을 때의 자는 안국安國)에게 왕이 손수 "간신(諫臣) 이존오의 아들 이안국"이라고 써서 정방(政房)에 내리고 장거직장(掌車直長)에 임명하였다.

## 이존오의 상소
(원문)臣等伏値三月十八日, 於殿內設文殊會, 領都僉議辛旽, 不坐宰臣之列, 敢與殿下並坐, 閒不數尺, 國人驚駭, 罔不洶洶. 夫禮所以辨上下定民志, 苟無禮焉, 何以爲君臣, 何以爲父子, 何以爲國家乎? 聖人制禮, 嚴上下之分, 謀深而慮遠也. 竊見, 旽過蒙上恩, 專國政而有無君之心. 當初領都僉議·判監察命下之日, 法當朝服進謝, 而半月不出. 及進闕庭, 膝不少屈, 常騎馬出入紅門, 與殿下並據胡床. 在其家, 宰相拜庭下, 皆坐待之, 雖崔沆·金仁俊·林衍之所爲, 亦未有如此者也. 昔爲沙門, 當置之度外, 不必責其無禮. 今爲宰相, 名位已定, 而敢失禮毁常若此. 原究其由, 必托以師傅之名. 然兪升旦高王之師, 鄭可臣德陵之傅, 臣等未聞彼二人者, 敢若此也. 李資謙仁王之外祖, 仁王謙讓, 欲以祖孫之禮相見, 畏公論而不敢, 盖君臣之分, 素定故也. 是禮也, 自有君臣以來, 亘萬古而不易, 非旽與殿下之所得私也.
旽是何人, 敢自尊若此乎? 洪範曰, ‘惟辟作福, 惟辟作威, 惟辟玉食. 臣而有作福·作威·玉食, 必害于家, 凶于國. 人用側頗僻, 民用僣忒.’ 是謂臣而僣上之權, 則有位者, 皆不安其分, 小民化之, 亦踰越其常也. 旽作福作威, 又與殿下抗禮, 是國有兩君也. 陵僣之至, 驕慢成習, 則有位者, 不安其分, 小民踰越其常, 可不畏哉? 宋司馬光曰, ‘紀綱不立, 奸雄生心.’ 然則禮不可不嚴, 習不可不愼. 若殿下必敬此人, 而民無灾禍, 則髡其頭, 緇其服, 削其官, 置之寺院而敬之. 必用此人而國家平康, 則裁抑其權, 嚴上下之禮以使之, 民志定矣, 國難紓矣. 且殿下以旽爲賢, 自旽用事以來, 陰陽失時, 冬月而雷, 黃霧四塞彌旬. 日黑子, 夜赤祲, 天狗墜地, 木冰太甚. 淸明之後, 雨雹寒風, 乾文屢變. 山禽野獸, 白日飛走於城中. 旽之論道燮理功臣之號, 果合於天地祖宗之意乎? 臣等職在諫院, 惜殿下相非其人, 將取笑於四方, 見譏於萬世, 故不得嘿嘿, 庶免不言之責. 旣以言矣, 敬聽所裁.

(번역문) 신들이 엎드려 보건대, 3월 18일에 궁궐 안에서 문수회(文殊會)를 베풀 때에, 영도첨의(領都僉議) 신돈이 재신(宰臣)의 반열에 앉지 않고 감히 전하와 더불어서 함께 앉았으며 거리가 몇 자 되지 않았으므로, 나라 사람들이 매우 놀라서 흉흉하지 않음이 없었습니다. 무릇 예(禮)는 윗사람과 아랫사람을 분별하여 백성의 뜻을 안정시키는 것이니, 만약 예가 없다면 무엇으로써 왕과 신하가 될 것이며, 무엇으로써 아버지와 아들이 되고, 무엇으로써 나라와 집이 되겠습니까. 성인이 예를 제정하여 위와 아래의 구분을 엄격하게 한 것은 깊이 도모하고 멀리까지 생각한 것입니다.
가만히 보건대, 신돈은 주상의 은혜를 지나치게 입어서 국정을 마음대로 하고 임금을 무시하는 마음을 갖고 있으니, 처음에 영도첨의 판감찰(領都僉議 判監察)로 삼는 명령이 내려졌던 날, 법으로는 마땅히 조복(朝服)을 입고 나아가서 사례하여야 할 것인데도 반달 동안이나 나오지 않았으며, 궁궐 뜰에 나아감에 미쳐서도 무릎을 조금도 굽히지 않았고, 항상 말을 타고 홍문(紅門)을 출입하고 전하와 함께 호상에 기대어 있으며, 그 집에 있을 때에는 재상들이 뜰아래에서 절을 하면 모두 앉아서 그를 대하니, 비록 최항(崔沆) · 김인준(金仁俊) · 임연(林衍)의 행동에도 이런 것은 있지 않았습니다.
예전에는 사문(沙門)이었으므로 마땅히 법도의 바깥에 두어서 그 무례함을 책망할 필요도 없었지만, 지금은 재상이 되어 명분과 지위가 정해졌음에도 감히 예를 어기고 상도(常度)를 무너뜨리는 것이 이와 같습니다. 그 연유를 따지면 반드시 사부의 명칭으로 핑계를 댈 것입니다마는 유승단(兪升旦)은 고종의 사부였고 정가신(鄭可臣)은 덕릉(德陵, 충선왕)의 사부였으나, 신들은 저 두 사람이 감히 이와 같이 하였다는 이야기는 아직 듣지 못하였습니다. 이자겸(李資謙)은 인종의 외할아버지이므로 인종이 겸손하여 할아버지와 손자의 예로써 서로 보고자 하였으나, 공론(公論)을 두려워하여 함부로 그렇게 못하였으니, 대개 임금과 신하의 분수가 원래 정하여져 있는 까닭입니다. 이 예는 임금과 신하가 있은 이래로 만고에 바꿀 수 없는 것이니, 신돈과 전하께서 사사롭게 할 수 있는 바가 아닙니다. 신돈은 어떤 사람이기에 감히 스스로 높이기를 이와 같이 하는 것입니까.
『홍범』(洪範)에 이르기를, ‘오직 임금만이 복을 내리며 오직 임금만이 위세를 떨치고 오직 임금만이 좋은 음식을 먹을 수 있으니, 신하이면서 복을 내리고 위세를 떨치며 좋은 음식을 먹으면, 반드시 집에 해가 되고 나라에 흉할 것이므로, 관직자는 편벽될 것이고 백성은 참람하고 어그러질 것이다.’라고 하였습니다. 이것은 신하이면서도 주상의 권력을 참람하게 사용하면 지위에 있는 자들은 모두 그 분수에 편안하지 않고, 소민(小民)은 그것을 본받아서 또한 그 상도를 뛰어 넘게 됨을 이른 것입니다.
신돈이 이미 복을 내리고 위세를 떨치며, 또 전하와 더불어 대등한 예를 쓰고 있으니, 이는 나라에 두 임금이 있는 것입니다. 참람함이 지극해지고, 교만함이 습관을 이루면, 지위에 있는 자들이 모두 그 분수에서 편안하지 않고, 소민들이 그 상도를 뛰어넘게 될 것이니, 두려워하지 않을 수 있겠습니까. 송(宋)의 사마광(司馬光)이 말하기를, '기강이 서지 않으면 간사한 영웅이 마음을 낸다.'라고 하였습니다. 그러한 즉, 예는 엄하게 하지 않을 수 없으며, 습관은 신중하게 하지 않을 수 없는 것입니다.
만약 전하께서 반드시 이 사람을 공경하여서 백성이 재앙과 화가 없도록 하고자 하신다면, 그의 머리를 깎고 승복을 입히고 관직을 삭탈하여 그를 사원에 두고 공경하실 것이며, 반드시 이 사람을 써서 국가가 편안하도록 하고자 하신다면, 그 권력을 억제하고 위아래의 예를 엄격하게 하여 그를 부리시어, 민의 뜻이 안정되고 국가의 어려움이 풀어지도록 하십시오.
또 전하께서는 신돈을 어질다고 여기시는데, 신돈이 권력을 잡고 난 이래로 음양이 때를 잃어 겨울철인데도 천둥소리가 들리고 누런 안개가 사방에 가득하며 열흘 동안이나 해가 검고, 밤에는 붉은 빛의 요상한 기운이 돌며, 천구성(天狗星)이 땅에 떨어지고 나무가 어는 것이 매우 심하고, 청명한 후에 우박이 내리고 차가운 바람이 불며 천문이 자주 변하여 산과 들의 짐승들이 밝은 낮에 성 안을 날아다니고 뛰어다니니, 신돈의 논도섭리공신(論道燮理功臣)이라는 칭호가 과연 하늘과 땅과 조종(祖宗)의 뜻에 부합하는 것입니까.
신들의 직책이 간원(諫院)에 있으므로, 전하께서 적합한 인물이 아닌 자를 재상으로 삼아 장차 사방의 웃음거리가 되고 만세에 비난을 받을 것을 애석하게 여기었으므로 아무런 말이 없이 있지 못하고, 말하지 않은 책임을 면하고자 하여 이미 말씀을 드렸습니다. 결정하시는 바를 공경히 따르겠습니다.

## 문학
《청구영언》에 이존오의 시조 한 수가 실려 전하고 있는데, 신돈의 권세를 해를 가리는 구름에 빗대어 그를 비난하는 내용으로 해석되고 있다.
구룸이 無心탄 말이 아마도 虛浪하다/中天에 떠 이셔 임의(任意)로 단니면서/구타야 光明한 날빗츨 따라가며 덥나니

## 일화
- 형 이양오(李養吾)가 일찍이 외출했다가 노비 3명과 함께 도적에게 살해되자 이존오가 몇 달 있다가 소식을 듣고 곧바로 달려가서 시신을 거두어 장사를 지내려고 하였다. 시체가 이미 해골이 되었으므로 분별할 수 없었다. 이존오가 말하기를, “나의 형은 보통 사람과 달리 손가락이 여섯 개다.”라고 하니 찾아서 장사를 지낼 수 있었다. 관아에 요청하여 그 도적들을 모두 잡았다.
- 《고려사》 이존오전에는 신돈을 비방하는 상소로 왕에게 소환되어 면대하는 와중에 신돈이 왕과 마주 앉아 있는 것을 보고 "늙은 중이 어찌 이리도 무례한가?"라고 꾸짖었고 이에 신돈이 당황하고 놀라서 자신도 모르게 평상에서 내려왔다는 일화를 전하고 있다.
- 공민왕은 이존오를 두고 "나는 이존오의 성난 눈이 두렵다."라고 하였다고 한다.

## 같이 보기
- 정공권